# ウィルミントン/ニューアーク線
ウィルミントン/ニューアーク線 (Wilmington/Newark Line) はフィラデルフィアにある鉄道路線で南東ペンシルベニア交通局近郊電車線の一つである。この路線はペンシルバニア州南部とデラウェア州北部を結んでおり、13路線ある南東ペンシルベニア交通局近郊電車線の中で最も総延長の長い路線である。

## 歴史
ウィルミントン駅北側の線路は元々フィラデルフィア・ウィルミントン・ボルチモア鉄道により敷設された。当初の路線は1838年1月17日に開通、その後1872年11月18日にチェスター交通センター駅北側で路線の再編が行われた。昔のルートの一部は現在も空港線が使用している。1880年代初頭、ペンシルバニア鉄道がこの路線の支配権を取得、ペン・セントラル鉄道と合併する1968年まで保有していた。支配権はその後1967年にコンレールに、1983年に南東ペンシルベニア交通局に移された。
1928年9月30日、フィラデルフィアとウィルミントンの間が電化され、1935年2月10日には電化区間がニューアークまで延長された。
2017年5月1日、南東ペンシルベニア交通局はウィルミントン/ニューアーク線でPTCの使用を開始した。
なお、デラウェア州でのサービスについてはデラウェア州運輸省が一部資金を提供している。

## 運行形態
平日のピーク時のみ列車がニューアークまで走行している。朝時間帯のニューアーク行き列車は学園都市駅 - チェスター交通センター駅間を急行運転し、その先を各停として運転する。また、平日のほとんどのマーカス・フック駅、ウィルミントン駅、ニューアーク駅発の列車はテンプル大学駅まで運転され、一部列車はその先のノリスタウン駅まで延長運転している。
週末に運転されるニューアーク方面行き列車は過半数がマーカス・フック駅止まりとなっているほか、マーカス・フック駅、ウィルミントン駅発の列車がマナユンク駅、ノリスタウン駅の間を往復している。

## 線名変更
2010年7月25日、南東ペンシルベニア交通局はRナンバーネーミングを廃止し、センターシティ駅を全ての路線のターミナル駅にするために行われたサービス全体の変更の一環として当路線の名前をR2ニューアーク線からウィルミントン/ニューアーク線へと変更、これによりR2ニューアーク線とR2ウィルミントン線の統合も廃止された。

## 駅一覧

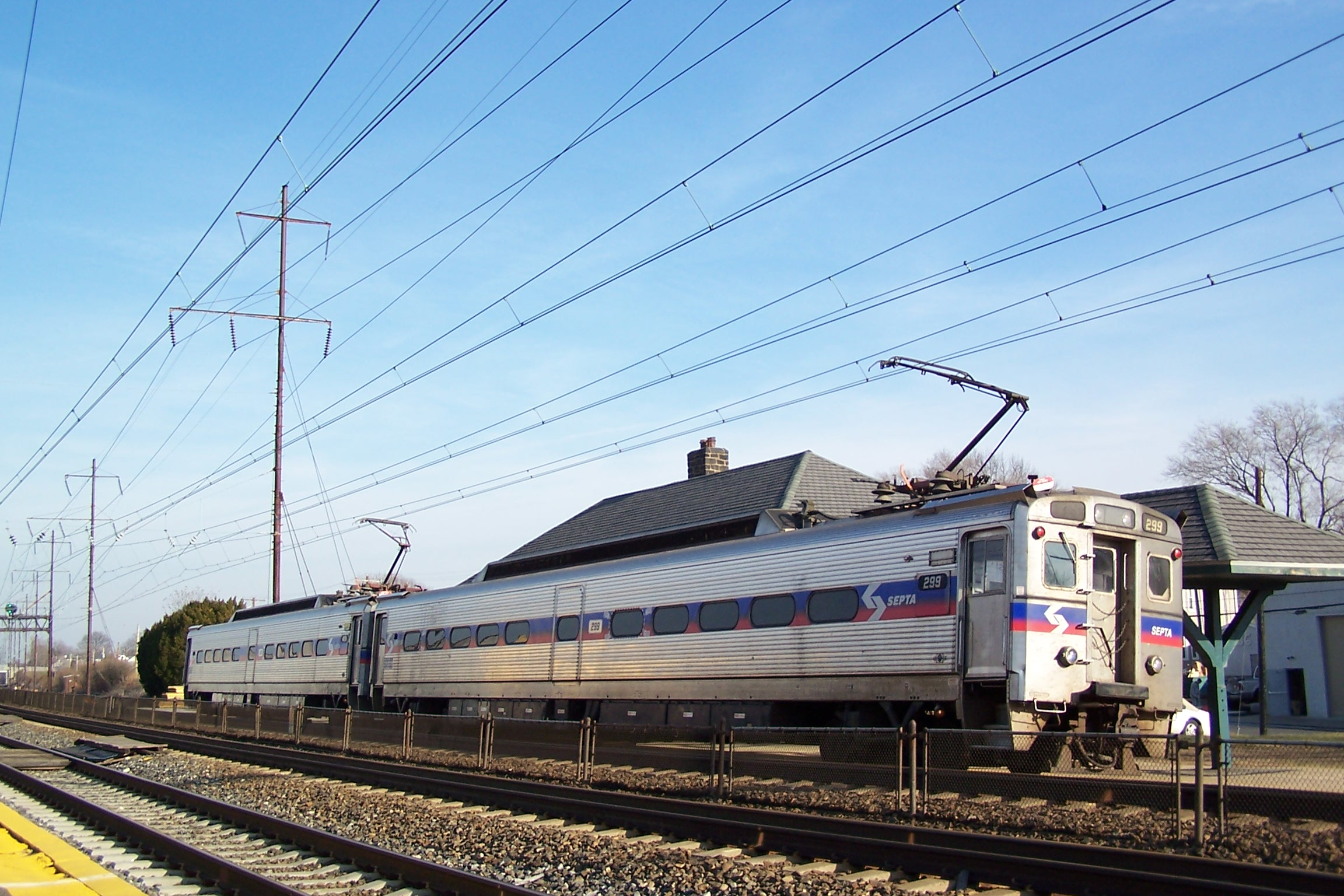
プロスペクト・パーク駅に停車中の列車

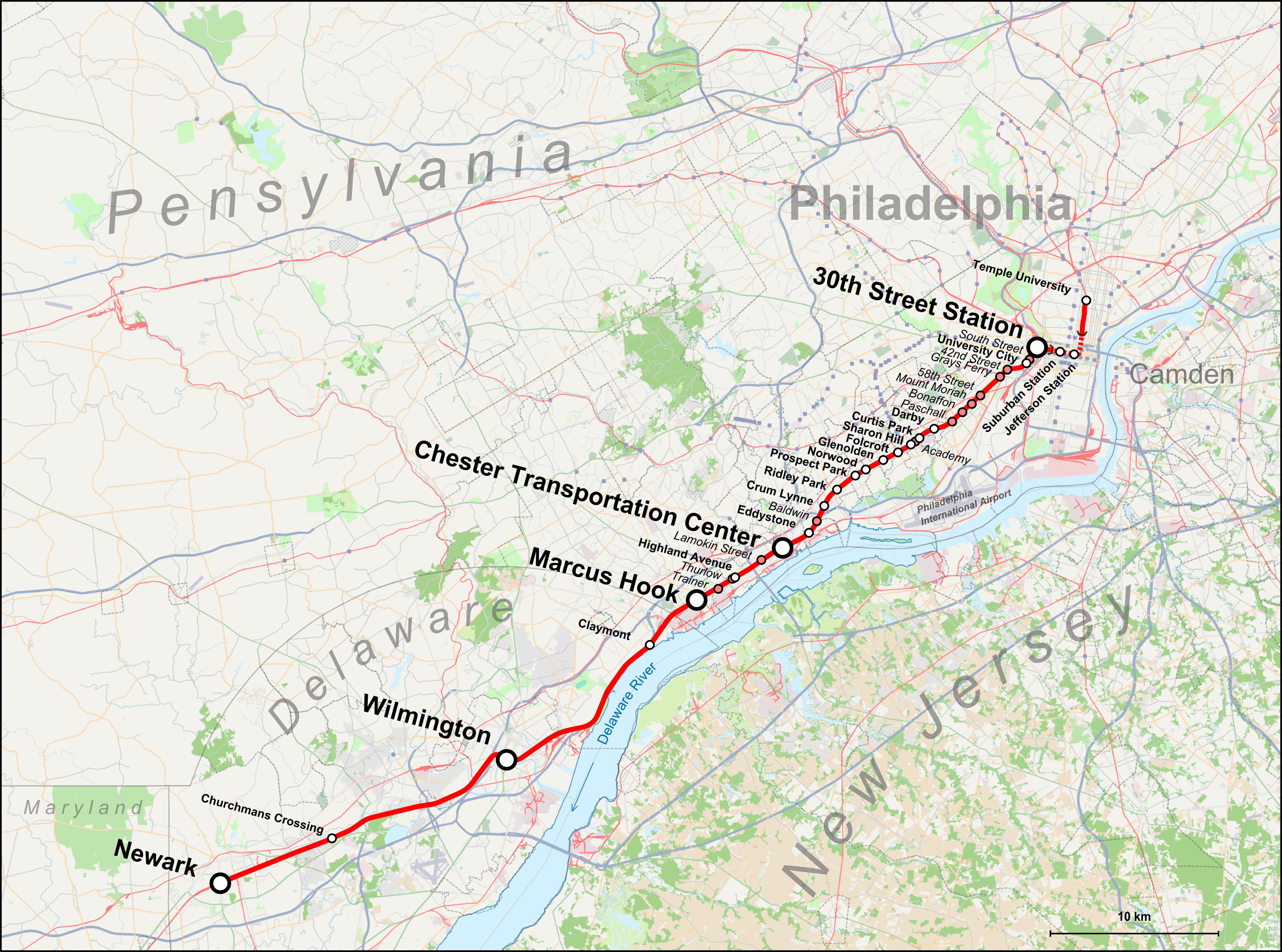
廃止駅情報も入った路線図

ウィルミントン/ニューアーク線の列車はセンター・シティ・コミューター連絡線から走行してきた後、次の駅に停車して行く。
| 区分                              | 駅名                         | 廃止日        | 備考・乗換路線 |
| --------------------------------- | ---------------------------- | ------------- | --- |
| C                                 | 学園都市駅                   |               | 南東ペンシルベニア交通局: 空港線, メディア/エルウィン線, ウォーミンスター線, 西トレントン線; 40, LUCY                                                      |
| フィラデルフィア・シティ・ライン  |                              |               | |
| 2                                 | ダービー駅                   |               | |
| 2                                 | カーティス・パーク駅         |               | 南東ペンシルベニア交通局: 115 |
| 2                                 | シャロン・ヒル駅             |               | 南東ペンシルベニア交通局: 102 115 |
| 2                                 | フォルクロフト駅             |               | 南東ペンシルベニア交通局: 115 |
| 2                                 | グレノールデン駅             |               | |
| 2                                 | ノーウッド駅                 |               | |
| 2                                 | プロスペクトパーク駅         |               | 1932年4月1日まではムーア駅 |
| 3                                 | リドレー・パーク駅           |               | |
| 3                                 | クルム・ライネー駅           |               | 南東ペンシルベニア交通局: 114 |
| 3                                 | ボールドウィン駅             | 1981年10月4日 | |
| 3                                 | エディ・ストーン駅           |               | 南東ペンシルベニア交通局: 37 |
| 3                                 | チェスター交通センター駅     |               | 南東ペンシルベニア交通局: 37, 109, 113, 114, 117, 118, 119                                                                                                 |
| 3                                 | ラモキン・ストリート駅       | 2003年7月1日  | |
| 3                                 | ハイランド・アベニュー駅     |               | 南東ペンシルベニア交通局: 113 |
| 3                                 | トレーナー駅                 |               | |
| 3                                 | マークス・フック駅           |               | 南東ペンシルベニア交通局: 119 |
| ペンシルバニア州–デラウェア州境界 |                              |               | |
| 4                                 | ナアマン駅                   | 1978年3月26日 | |
| 4                                 | クレーモント駅               |               | |
| 4                                 | エッジ・ムーア駅             | 1983年1月1日  | |
| 4                                 | ウィルミントン駅             |               | アムトラック: アセラ・エクスプレス, カターディル, カロリニアン, クレセント, ノースイースト・リージョナル, シルバー・メティオ, シルバースター, バーモンター |
| 4                                 | チャーチマン・クロッシング駅 |               | |
| 4                                 | ニューアーク駅               |               | アムトラック: ノースイースト・リージョナル |

## 乗客数
| 年度 | 1日平均乗客数 | 年間平均乗客数 |
| ---- | ------------- | -------------- |
| 1993 | 6,261         | 1,701,754      |
| 1994 | 6,435         | 1,694,315      |
| 1995 | 6,878         | 1,848,873      |
| 1996 | n/a           | 1,781,775      |
| 1997 | n/a           | 1,736,322      |
| 1999 | n/a           | 1,674,000      |
| 2000 | n/a           | 1,872,000      |
| 2001 | n/a           | 1,843,000      |
| 2003 | 7,519         | 1,767,700      |
| 2004 | 7,146         | 2,005,818      |
| 2005 | 6,681         | 1,842,696      |
| 2008 | 9,856         | 2,700,500      |
| 2009 | 9,230         | 2,529,112      |
| 2010 | 9,274         | 2,541,095      |
| 2011 | 9,322         | 2,607,330      |
| 2012 | 9,636         | 2,695,065      |
| 2013 | 9,654         | 2,700,254      |
| 2013 | 9,689         | 2,709,934      |